# Jacqueline Marguerite van Nie
Jacqueline Marguerite van Nie (* 6. April 1897 in Paris; † 7. Januar 1983 in Den Haag) war eine niederländische Malerin.

## Leben
Jacqueline Marguerite van Nie wurde als Tochter des Kaufmanns Jacob van Nie und Louise Antoine in Paris geboren. Sie besuchte die Rijksakademie van beeldende kunsten in Amsterdam von 1916 bis 1919 und heiratete am 2. Mai 1919 Hendrik van Nie. Nach der Scheidung von ihm heiratete sie am 17. April 1952 R.J.P. Müller.
Jacqueline Marguerite van Nie war Schülerin von Jan Bronner, Carel Lodewijk Dake, Antoon Derkinderen und Nicolaas van der Waay. Sie malte Figurativ, Akte, Porträts und Stillleben. Sie nahm 1939 an der Gruppenausstellung Onze kunst van heden im Rijksmuseum Amsterdam teil.
Van Nie war Mitglied der Kunstenaarsvereniging Sint Lucas, des Pulchri Studio und der Schilderessenvereniging ODIS. Sie starb am 7. Januar 1983 in Den Haag.